# 斯特雷霍恩 (密西西比州)
斯特雷霍恩（英語：Strayhorn）是位於美國密西西比州泰特縣的普查規定居民點。

## 歷史
斯特雷霍恩的郵局於1871年設立，其後於1915年停運。

## 人口
根據2020年美國人口普查的數據，斯特雷霍恩的面積為11.30平方千米，皆為陸地。當地共有人口284人，而人口密度為每平方千米25.13人。